# Маркин, Виктор Фёдорович
Виктор Фёдорович Маркин (род. 23 февраля 1957 года) — советский легкоатлет (длинный спринт). Двукратный олимпийский чемпион, заслуженный мастер спорта СССР (1980).

## Биография

### Ранние годы
Родился 23 февраля 1957 года в посёлке Октябрьский Усть-Таркского района Новосибирской области. Мать, Галина Григорьевна, работала санитаркой в больнице. Отец — участник Великой Отечественной войны, встретил победу 9 мая 1945 года в Чехословакии, затем осваивал целину, работал в местном совхозе «Дубровинский». Кроме Виктора в семье было два ребёнка — Ольга и Наталья.

### Начало спортивной карьеры
Начал заниматься лёгкой атлетикой в 18 лет под руководством тренера Александра Бухашеева, будучи студентом Новосибирского медицинского института. Через три месяца тренировок имел результаты в беге на 100 м — 11,4 с, в беге на 200 м — 22,8 с, что соответствовало второму разряду спортивной классификации. В 1977 году в возрасте 20 лет стал мастером спорта, специализировался на дистанциях 100 и 200 метров, 400-метровую дистанцию бегал эпизодически. В том же году попал в финал мемориала братьев Знаменских на дистанции 200 метров, где занял 7 место.
После обследования в лаборатории Сибирского отделения Академии медицинских наук и лаборатории физиологии спорта областного врачебно-физкультурного диспансера решил переквалифицироваться на более длинную дистанцию. В 1978 году улучшил личный рекорд на 400-метровой дистанции на две секунды, показав 47,4 с.
Весной 1979 года во время игры в футбол получил тяжёлую травму — разрыв связок голеностопного сустава. Благодаря специальному комплексу упражнений быстро восстановился, в конце сезона установил личный рекорд — 47,20 с. Это было на 2 секунды хуже рекорда СССР (45,12 с), установленного в том же году Николаем Чернецким на Универсиаде в Мехико. В списке лучших бегунов СССР Виктор занимал на этой дистанции 12-е место, в списке сильнейших спортсменов мира — место за пределами первой сотни.

### 1980 год
27 апреля 1980 года на Кубке России в Сочи Маркин пробежал дистанцию с личным рекордом — 46,96 с, что было неплохим результатом для начала сезона. В мае в Сочи проходили соревнования сильнейших бегунов России. Маркин не попал в список восьми сильнейших длинных спринтеров и участвовал в соревнованиях благодаря случайности — не смог выступить Виктор Бураков. На неклассической дистанции 300 м Маркин занял второе место, отстав на 0,4 с от лучшего спринтера страны Николая Чернецкого. Вскоре он побеждает на матче союзных республик, а в июне занимает первое место в соревнованиях на призы газеты «Правда» с личным рекордом — 45,33 с и попадает в состав сборной страны. В июле 1980 года на мемориале братьев Знаменских он вновь побеждает с результатом 45,34 с. В течение нескольких месяцев из малоизвестного спортсмена, не входящего в восьмёрку лучших в СССР, Маркин превращается в лидера сборной. По предварительным расчётам тренера, Маркин мог показать на Олимпийских играх результат порядка 44,80 с.

### Олимпийские игры в Москве
Американские спринтеры всегда занимали ведущие позиции в мире в беге на 400 м, однако из-за организованного администрацией США бойкота олимпийских игр западными спортсменами, явных фаворитов на этой дистанции не оказалось. Чемпион прошлой Олимпиады кубинец Альберто Хуанторена был не в лучшей спортивной форме из-за перенесённой в 1979 году операции на ахилловом сухожилии, но его личный рекорд (44,27 с) находился далеко за пределами возможностей остальных участников соревнований, и кубинец мог оказать существенное влияние на распределение мест.
Виктор Маркин легко прошёл отборочные соревнования, дважды выбежав из 46 секунд. В четвертьфинале он имел лучший результат — 45,58 с, в полуфинале был вторым в своём забеге пятым в общем списке с результатом 45,60 с, самое быстрое время здесь показал бельгиец Фонс Брийденбах — 45,47 с.
В финале быстрее всех стартовал Брийденбах, бежавший по соседней с Виктором дорожке, после первой стометровки он выигрывал у Виктора 3,5 метра. На отметке 200 метров Маркин шёл пятым, несмотря на то, что секундомер показал рекордный для Маркина промежуточный результат — 21,2 с. На финишной прямой первым был Франк Шаффер из ГДР, вторым — австралиец Рик Митчелл. Маркин проигрывал лидеру 3,5 метра. За 70 метров до финиша Маркин начал финишный рывок и финишировал первым с новым рекордом Европы — 44,60 с. Этот результат в дальнейшем остался первым результатом сезона в мире — лишённые олимпийской мотивации лидеры американского спринта не смогли на других соревнованиях достичь лучших результатов. Победитель проведённых в Филадельфии альтернативных «Игр олимпийского бойкота» Билли Кончеллах из Кении показал результат на секунду хуже — 45,59 с. Результат Маркина до сих пор является рекордом России.
Вторую золотую медаль Олимпиады Маркин завоевал в эстафете 4×400 м, на последнем этапе обойдя лидировавшего спортсмена из ГДР Фолькера Бека.

### Дальнейшая спортивная карьера
После Олимпиады ушёл от активных занятий спортом, сосредоточившись на учёбе в Новосибирском медицинском институте. Его возвращение состоялось в 1982 году на чемпионате Европы, где он завоевал две бронзы (400 м, 4×400 м). На первом чемпионате мира 1983 года в Хельсинки стал чемпионом в эстафете 4×400 м, а на дистанции 400 м занял пятое место в полуфинале и не прошёл в финал.
После объявления руководством СССР бойкота Олимпиады 1984 года в Лос-Анджелесе решил оставить большой спорт, однако выступил на альтернативных играх «Дружба-84», где завоевал две золотые медали (400 м, 4×400 м).
Был чемпионом СССР в 1981 и 1983 годах.

### После окончания спортивных выступлений
После окончания спортивной карьеры работал врачом в Новосибирске. Кандидат медицинских наук. В 1999—2000 годах был председателем регионального спорткомитета, с 2001 года — советник по спорту при полномочном представителе Президента Российской Федерации в Сибирском федеральном округе.

## Результаты
Лучшие результаты по годам
| Год                    | 1980  | 1981 | 1982  | 1983  | 1984  |
| ---------------------- | ----- | ---- | ----- | ----- | ----- |
| Бег на 400 метров (с)  | 44,60 |      | 45,30 | 45,73 | 44,78 |
| Место в мировом списке | 1     |      | 15    |       | 7     |

Все результаты лучше 45,20 на дистанции 400 метров
| Рез.  | Место | Стадион | Дата       | Примечание  |
| ----- | ----- | ------- | ---------- | ----------- |
| 44,60 | 1     | Москва  | 30.07.1980 |             |
| 44,78 | 1     | Москва  | 17.08.1984 | «Дружба-84» |
| 44,92 | 1     | Киев    | 22.06.1984 |             |

## Цитаты
«Европейский рекорд Виктора Маркина в беге на один круг на московском стадионе явился безусловно величайшей сенсацией XXII Олимпиады»

## Награды
- Почётная Грамота Президиума Верховного Совета Российской Федерации (1993)[1].

### Статистические данные
- Маркин, Виктор Фёдорович — профиль на сайте IAAF (англ.)

### Видео
- 1980 Olympic Men’s 400m final (partial) — Viktor Markin — финальный забег на 400 м на Олимпийских играх в Москве (фрагмент) на портале YouTube.
- 1980 Moscow Olympic Games, Athletics, Women (100 metres, 800 metres, 1500 metres, 100 metres Hurdles) and Men (100 metres, 400 metres, 110 metres Hurdles, 400 metres Hurdles) — подборка видеозаписей забегов в беговых дисциплинах на Олимпийских играх в Москве на портале YouTube.